# Rocky Balboa
|  | Aquest article tracta sobre el personatge. Si cerqueu la pel·lícula homònima, vegeu «Rocky Balboa (pel·lícula)». |

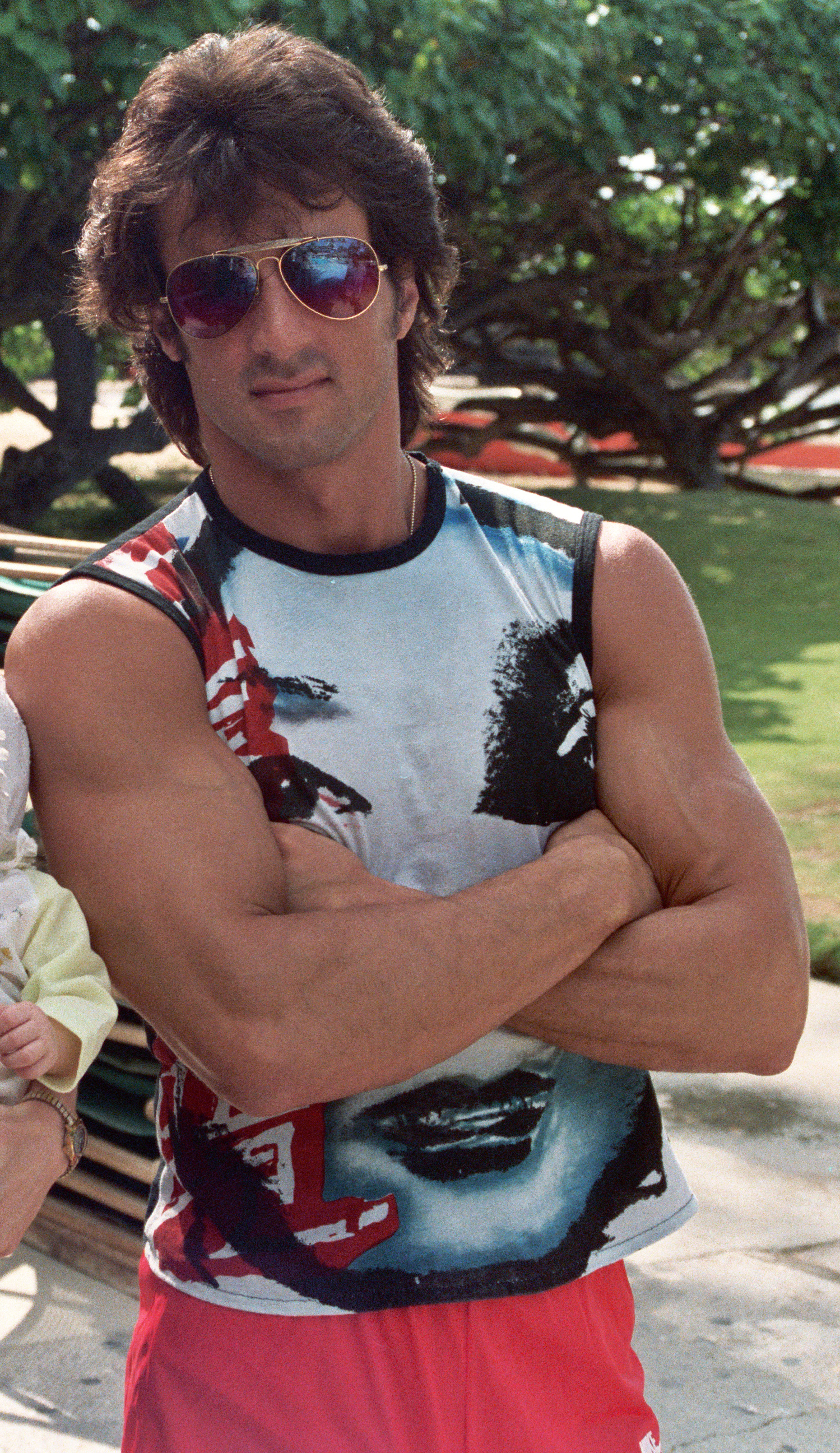
Sylvester Stallone, creador i actor del personatge Rocky Balboa

Robert "Rocky" Balboa (de sobrenom, el poltre italià) és un boxejador fictici creat i interpretat per Sylvester Stallone, que va aparèixer en la pel·lícula "Rocky" de 1976 i a les seves següents cinc seqüeles. La seva última pel·lícula és Rocky Balboa, estrenada en Estats Units el 22 de desembre de 2006.

## Biografia
Robert "Rocky" Balboa va néixer el 6 de juliol de l'any 1945. Tal com es pot apreciar en les primeres pel·lícules, és un catòlic romà ja que demana al seu sacerdot que li faça una benedicció abans de cada combat. Té una forta personalitat i un gran afany de superació, que així demostra en les seves pel·lícules. És molt noble i amable amb la seva família i amics, i fins i tot amb els seus rivals al ring, arribant a forjar una gran amistat amb Apollo Creed (Rocky III, Rocky IV) o Spider Rico, en l'última pel·lícula de la saga, Rocky Balboa.
Va començar a boxejar als quinze anys a causa del fet que el seu pare li va dir que "no tenia cervell", motiu pel qual era millor que aprofités el seu cos. Als vint-i-vuit anys, Rocky vivia a Filadèlfia, Pennsilvània, on entrenava per ser boxejador i es guanyava la vida treballant per a un delinqüent local, Tony Gazzo. El seu millor amic era Paulie Pennino, un tipus bastant pessimista i amb mal caràcter, encara que en el fons sent una gran estima per Rocky.
El novembre de 1975 se li va oferir a Rocky l'oportunitat de lluitar pel títol de "Campió del Món dels Pesos Pesants" contra el campió regnant, Apollo Creed, després que el boxador que havia de lluitar contra aquest es trenqués la mà. La baralla estava programada per l'1 de gener de 1976. Apollo es va prendre el combat com una broma i una novetat, mentre que ningú confiava en la victòria de Rocky. Els experts predeien que Rocky tenia "una possibilitat entre un milió" de guanyar el cinturó i una possibilitat entre cinquanta de durar més de tres assalts amb Creed. Encara que finalment Rocky va perdre la baralla per decisió del jurat, no li va importar massa, ja que tot el que volia era provar-se a ell mateix.

### Rocky 2
Després del combat i d'haver passat poc temps hospitalitzat, Rocky contrau matrimoni amb la germana de Paulie, Adrian, que queda embarassada poc després. Rocky tracta de retirar-se de la boxa i realitzar anuncis de televisió, però la seva falta d'habilitat per a això l'hi impedeix i acaba treballant a la carnisseria de Paulie tot i que va ser acomiadat no gaire després. Adrian va donar a llum a Robert "Rocky" Balboa Jr., però va sofrir un coma a causa de complicacions al part. Rocky accepta boxejar novament contra Creed en un combat que tindria lloc al novembre de 1976, tot i el risc a quedar permanentment cec a causa de ferides de l'últim combat. Motivat pel naixement del seu fill i per la recuperació d'Adrian, Rocky guanya la baralla a l'últim segon, assolint superar el compte a 10 mentre ell i Apollo estaven a terra a l'assalt 15. Rocky guanya el combat per KO, convertint-se així en el nou "Campió Mundial dels Pesos Pesants".

### Rocky 3
Rere la sorprenent victòria de Rocky en el combat de revenja, Rocky defensa fins a deu vegades el títol mundial, però encara que ell no ho sap, Mickey, el seu mànager, ha evitat que es baralli amb rivals molt durs. Quan Rocky anuncia la seua retirada, Clubber Lang, un ambiciós boxejador, apareix i el desafia, per la qual cosa Rocky es veu obligat a lluitar. El combat és un passeig per a Clubber lang qui guanya per KO en dos assalts i es proclama campió del món. Instants després, Mickey mor per un problema cardíac. Rere aquesta humiliant derrota i contra tota previsió, Rocky decideix de tornar a lluitar i Apollo Creed, el seu antic rival, li ajuda a entrenar-se. Rocky canvia completament el seu estil de boxa i així aconsegueix vèncer per KO en tres assalts recuperant el títol mundial.

### Rocky 4
No hi ha notícies que Rocky torne a defensar el títol mundial per un temps, però encara és reconegut com a campió quan Apollo mor en un combat d'exhibició contra el campió mundial amateur, el soviètic Ivan Drago. Rocky, disposat a venjar la mort del seu amic, accepta un comat a quinze assalts contra Drago. El combat se celebra a Moscou enmig de les tensions pròpies de la Guerra Freda, però una vegada més el coratge de Rocky li fa imposar-se a la superioritat física del seu rival i guanya per KO en el quinzè assalt, guanyant-se també la simpatia d'un públic que li havia sigut hostil en un principi. Al seu retorn a Amèrica, Rocky és rebut com un heroi.

### Rocky 5
La seua victòria en Moscou es veu eclipsada per problemes econòmics que Rocky troba al seu retorn, ja que aprofitant un poder que Paulie, el cunyat de Rocky, havia donat a un dels seus assessors financers, gran part de la fortuna de Rocky s'havia perdut. A més, els metges el declaren no apte per a lluitar per una lesió cerebral causada en el combat contra Drago, de manera que ha de tornar al seu antic barri sense més possessions que l'antiga casa de la seva dona i el gimnàs que Mickey li va deixar en herència. La resta dels seus béns personals són embargats. Rocky tracta de posar en marxa el gimnàs mentre un desaprensiu mànager, George Washington Duke, tracta que torne a lluitar oferint-li una molt bona oferta.
Posteriorment, Rocky coneix un jove boxejador que es diu Tommy Gunn i decideix ajudar-li. En aquest temps, Rocky viu els moments més tràgics de la seua vida amb problemes econòmics i amb una gran distanciament entre el seu fill i ell, ja que Rocky passa més temps amb Tommy que amb ell. En aquesta situació, George Washingtong Duke li ofereix a Tommy que s'uneixi a ell per a lluitar pel títol mundial pròximament, el que provoca una ruptura entre Rocky i Tommy. Tomy "The Machine" Gunn es proclama campió mundial de boxa. Però, és increpat pels periodistes, que no el consideren un bon campió. Tommy, en comptes de celebrar el seu títol, va al barri de Rocky per a desafiar-lo. Tanmateix, Rocky no vol lluitar amb ell però finalment hi accedeix quan Tommy colpeja Paulie. Però la baralla és immediata, en el carrer. Malgrat les lesions que li causen traumes i dolors durant la baralla, Rocky guanya amb un cert avantatge, i així acaba la carrera del seu antic alumne.

### Rocky Balboa (pel·lícula)
Anys després, Adrian mor de càncer i Rocky viu amb malenconia la seua pèrdua. A poc a poc tira endavant i munta un restaurant de menjar italià però no hi ha molta informació d'aquestos anys. Ja en l'última pel·lícula de la saga, Rocky té seixanta-dos anys i acudeix fidelment a visitar la tomba de la seva estimada Adrian en cada aniversari de la seva mort. També intenta no distanciar-se del seu fill, qui sembla no poder lliurar-se de l'ombra del seu pare. Rocky es troba melancòlic, es passeja pel seu antic barri i visita l'antic bar on es trobava molts anys abans amb el seu cunyat Paulie. Allà troba a Marie, una dona que quan era petita va rebre bons consells de Rocky. Ara Marie és una mare abandonada pel seu marit i Rocky tracta d'ajudar-la i de fer amistat amb el seu fill.
Un dia Rocky decideix que vol tornar a lluitar, encara que de manera amateur, per a sentir-se viu. Malgrat que la comissió hi mostra resistència Rocky aconsegueix la llicència. Aleshores els assessors de l'actual campió mundial de boxa, Mason Dixon, creuen que fer una lluita d'exhibició amb Rocky pot ser una bona publicitat, ja que el campió no passa pels seus millors moments de popularitat. Rere un fort entrenament Rocky es presenta per a lluitar amb Mason Dixon. El combat és una dura baralla i, contra tots els pronòstics, Rocky acaba el combat en peu demostrant el que és capaç de fer un home si té voluntat per a fer-ho. Els jutges donen com a vencedor a Dixon amb decisió dividida, però no té importància, ja que Rocky n'és el vencedor moral.

### Creed
El 1998, Adonis «Donnie» Johnson, el fill d'una amant del campió mundial de boxa Apollo Creed, està pres en un reformatori juvenil a Los Angeles, quan la vídua de Creed, Mary Anne, el visita i s'ofereix per adoptar-lo. El 2015, Donnie renuncia al seu lloc de treball en una gran empresa per a perseguir el seu somni de ser boxejador professional. Mary Anne s'oposa a la seva aspiració recordant com el seu marit morir al ring a mans d'Ivan Drago fa 30 anys. Donnie es trasllada a Filadèlfia amb l'esperança de contactar amb el vell amic i rival del seu pare mort, l'excampió mundial de pes pesant Rocky Balboa.

### Creed II
Tres anys després de la seva derrota davant "Pretty" Ricky Conlan, Adonis «Donnie» Creed aconsegueix una sèrie de victòries que remata amb una victòria sobre Danny "Stuntman" Wheeler per guanyar el Campionat Mundial de Pes Pesat i demana matrimoni a Bianca Taylor, que accepta la proposició i suggereix començar una nova vida junts a Los Angeles, però Creed no vol deixar enrere Filadèlfia. Ivan Drago veu una oportunitat per recuperar la glòria perduda davant Rocky Balboa a Moscou enfrontant el seu fill Viktor contra Creed, i aquest accepta però Rocky no li dona suport i Adonis, sentint-se traït marxa a Los Angeles. Donnie guanya el combat per un tecnicisme i lesionat i desmoralitzat no pot tornar a combatre, posant el títol en perill. Al final, Donnie va amb Bianca a visitar la tomba d'Apol·lo i fa les paus amb el nom i el llegat del seu pare, i presenta l'Amara al seu avi.

### Creed III
Després de dominar el món de la boxa, Adonis «Donnie» Creed ha prosperat tant en la seva carrera professional com en la seva vida familiar, i quan el seu amic de la infància i antic prodigi de la boxa Damian torna després de complir una llarga condemna a la presó, està ansiós per demostrar que es mereix una oportunitat al ring. L'enfrontament entre antics amics és converteix en més que un un combat per resoldre el antics assumptes i Adonis ha de posar el seu futur en perill per lluitar contra Damian, un boxador que no té res a perdre. Donnie s'enfronta a Damian al Dodger Stadium i noqueja a Damian guanyant el combat i recuperant el títol. Després, Donnie es reconcilia amb Damian.

## Estadístiques
- Total combats: 131
- Victòries: 57
- Victòries per KO: 51
- Derrotes: 23
- Empats: 1

## Principals oponents de Rocky
- Baby Crenshaw
- Spider Rico
- Apollo Creed
- Thunderlips
- Clubber Lang
- Ivan Drago
- Tommy "The Machine" Gunn
- Mason "The Line" Dixon
- Big Yank Ballard
- Joe Czak *Mac Lee Green